# مارتا ایگاردا
مارتا البا ایگارِدا سروانتس (اسپانیایی: Martha Elba Higareda Cervantes‎؛ زادهٔ ۲۴ اوت ۱۹۸۳) هنرپیشه، تهیه‌کننده، فیلم‌نامه‌نویس اهل مکزیک است. وی از سال ۲۰۰۲ میلادی تا کنون مشغول فعالیت بوده‌است.

## گزیده فیلمشناسی
از فیلم‌ها یا برنامه‌های تلویزیونی که وی در آن نقش داشته‌است می‌توان به هاوایی فایو-زیرو، سلاطین خیابان، مک‌فارلند، آمریکا، خانه نوزادان و کربن تغییر یافته اشاره کرد.